# Engobe

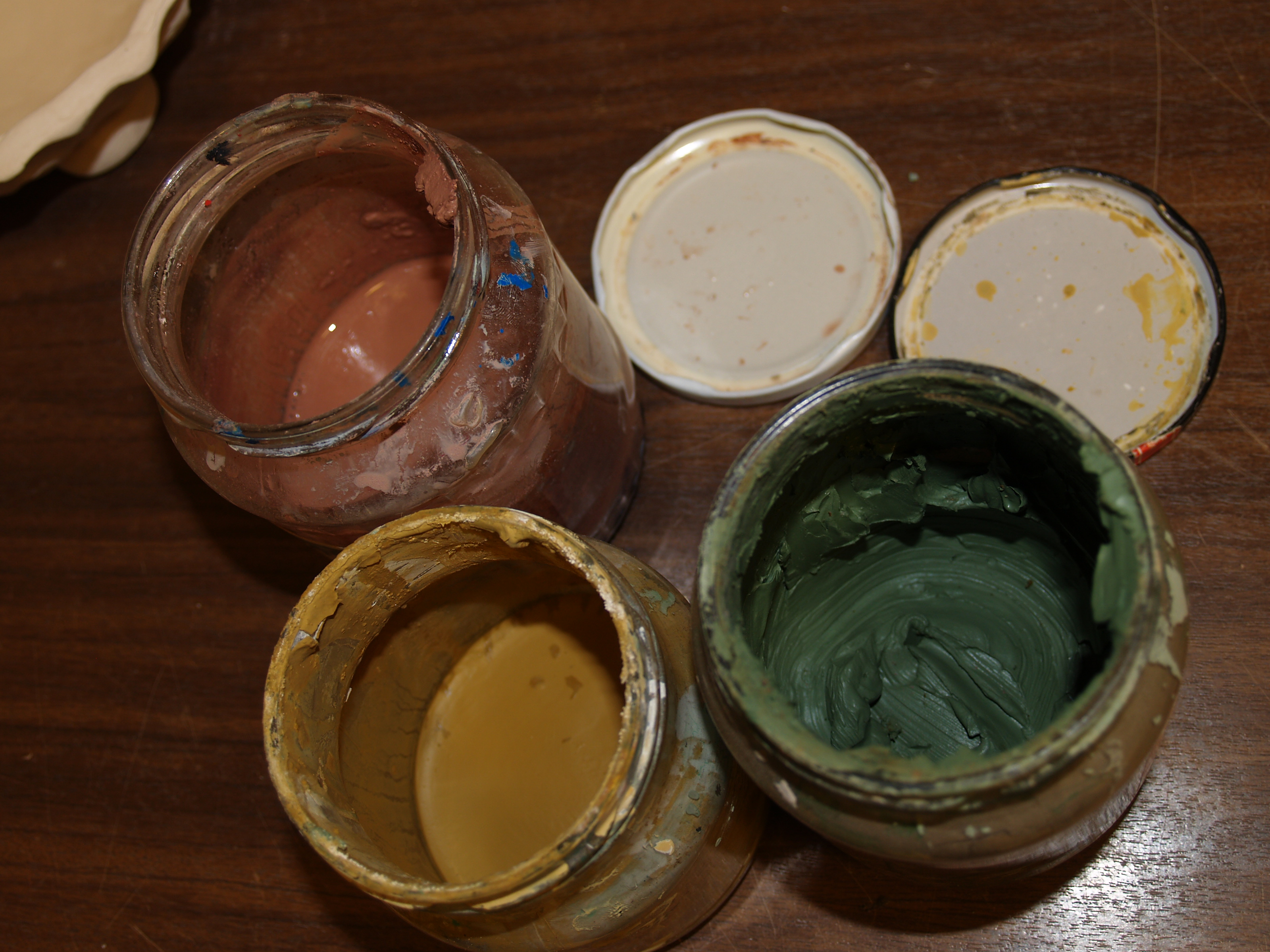
Verschiedenfarbige Engoben für Engobenmalerei

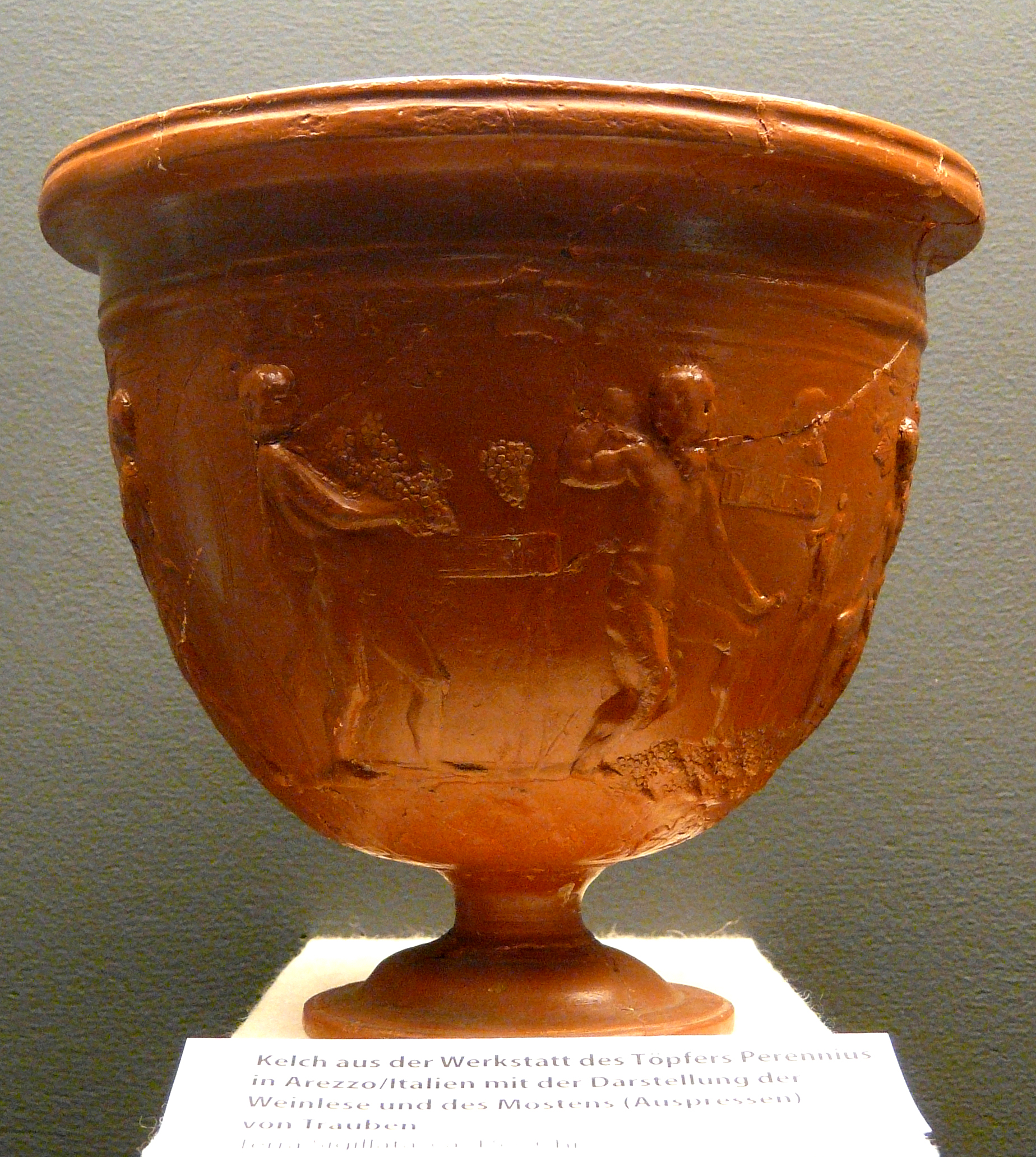
Terra Sigillata

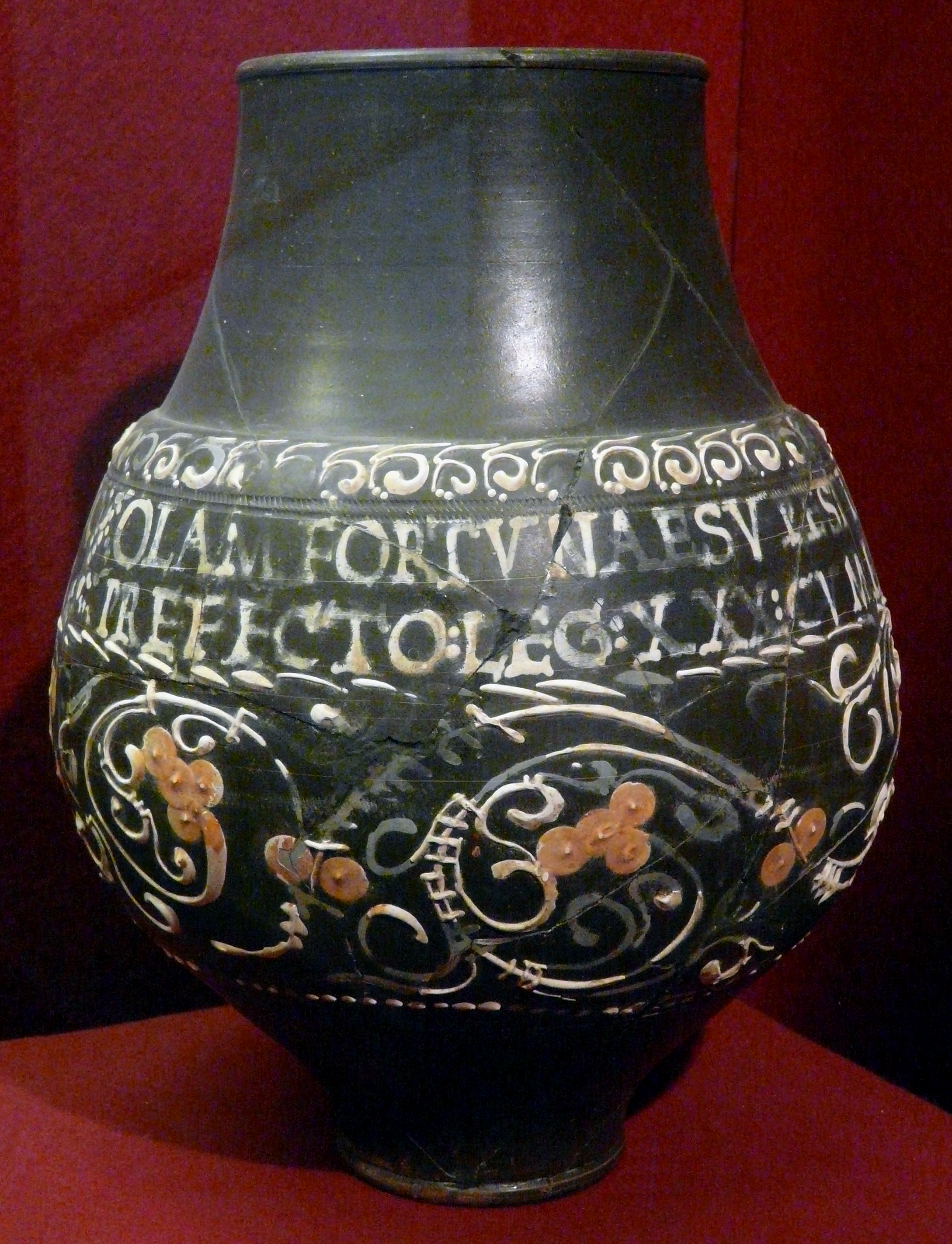
Engobierte Ware (sogenannter Trierer Spruchbecher) aus dem 3. Jh. n. Chr.

Die Engobe [ɑ̃ˈɡoːbə] (auch als Begussmasse oder Angussmasse bezeichnet) ist ein Oberbegriff für eine dünnflüssige Tonmineralmasse, die zur Einfärbung oder Beschichtung keramischer Produkte dient. Dabei kann es sich um Schlicker (franz. Barbotine) handeln, es werden jedoch auch Mischformen zwischen Schlicker und Glasur oder Überzugsmassen ohne Schlicker als Engoben bezeichnet. Engoben bilden anders als Glasuren keine Schutzschicht für das keramische Produkt.

## Geschichte
Bereits seit der späten Steinzeit werden Engoben aus praktischen und ästhetischen Gründen verwendet. Zum Beispiel wurden in der Urnenfelder- und Hallstattzeit graphitierte Engoben aufgetragen, um dem Tongefäß ein metallisches Aussehen zu verleihen. Auch in der Antike wurden beispielsweise im ersten vorchristlichen Jahrhundert bei den Römern Tongefäße mit einer dünnen Schicht aus feinstem Schlicker überzogen. Durch diesen Überzug erhielten die Gefäße aus dieser Terra Sigillata ihre typische rot matt glänzende Oberfläche. In der römischen Kaiserzeit wurden Engoben dann für sogenannte Engobierte Ware verwendet: sehr dünnwandige Irdenware wurde mit einer in der Regel matten Engobe überzogen.

## Anwendungsverfahren
Engoben können aus jeder Art Ton und in verschiedenen Brennfarben hergestellt werden. Häufig werden Stoffe zugesetzt, wie sie auch in Glasuren enthalten sind und die im Brand eine Glasphase erzeugen. Weitere Zusätze dienen der Einfärbung der Engoben. Neben den verschiedenen Brennfarben der Tone können auch weitere Pigmente oder z. B. Metalloxide zugesetzt werden, um eine Farbwirkung zu erzielen. Engoben haften auf lederhartem oder trockenem, ungebranntem Ton besser als auf geschrühtem Scherben, da sich die Engobe nach dem Trocknen im Brand mit dem Scherben verbindet. Zu dick aufgetragene Engobe auf geschrühtem Scherben bildet dagegen einen eigenen Körper, der sich beim Trocknen mit der Schwindung zusammenzieht und deshalb vom bereits geschwundenen, geschrühten Scherben abblättert.

### Eigenengobe
Der beim Ausformen des Tons auf der Drehscheibe entstehende Schlicker wird als Eigenengobe bezeichnet. Dieser dient oft als Grundierung für eine anschließende Bemalung.

### Grundengobe
Handelt es sich um eine farblich vom Scherben abweichende, flächig, eventuell auch beidseitig aufgetragene Engobe, die als Mal- oder Glasurgrund dient, so spricht man von einer Grundengobe. Engobe mit weißer Brennfarbe kann genutzt werden, um einen farbig brennenden Scherben abzudecken und somit eine Unterlage für eine Glasur zu schaffen. Viele Glasuren kommen nur auf einem weißen Untergrund farblich zur Geltung. Da aber ein nicht weiß brennender Scherben die besseren Eigenschaften an Stabilität und Formbarkeit aufweisen kann, wird häufig Engobe aus weiß brennendem Ton als Pufferschicht zwischen Tonkörper und Glasur eingesetzt. Um eine glatte Oberfläche zu erzeugen, wird durch Abschlämmen ein feinkörniger Schlicker gewonnen. Zweckmäßig ist ein annähernd ähnlicher Ausdehnungskoeffizient der Engobe und des darunter liegenden Scherbens.

### Sinterengobe
Als Sinterengobe wird eine Kombination aus färbenden und glasierenden Elementen, beispielsweise Metalloxide oder Pigmente bestehend aus Chalkogeniden bezeichnet, sie ist Engobe und Glasur in einem und hat eine leicht glänzende Oberfläche. In der Regel sind Engoben nach dem Brand matt und bilden eine poröse Oberfläche ohne Glanz. Durch Hinzufügen von Flussmitteln oder illitischer Tone zum Schlicker erhält die Engobe einen höheren Alkaliengehalt. Dadurch wird die Viskosität der Engobe während des Brandes herabgesetzt und es bildet sich eine glänzende geschlossene Schicht. Durch Einsatz extrem feiner Tone kann man ebenfalls eine glänzende Oberfläche erzielen, da diese bereits bei geringeren Temperaturen zu sintern beginnen.

### Malengobe
Handelt es sich um einen ungefärbten oder gefärbten Tonschlicker, der zum Dekorieren mit dem Malhorn aufgetragen wird, so spricht man von einer Malengobe.

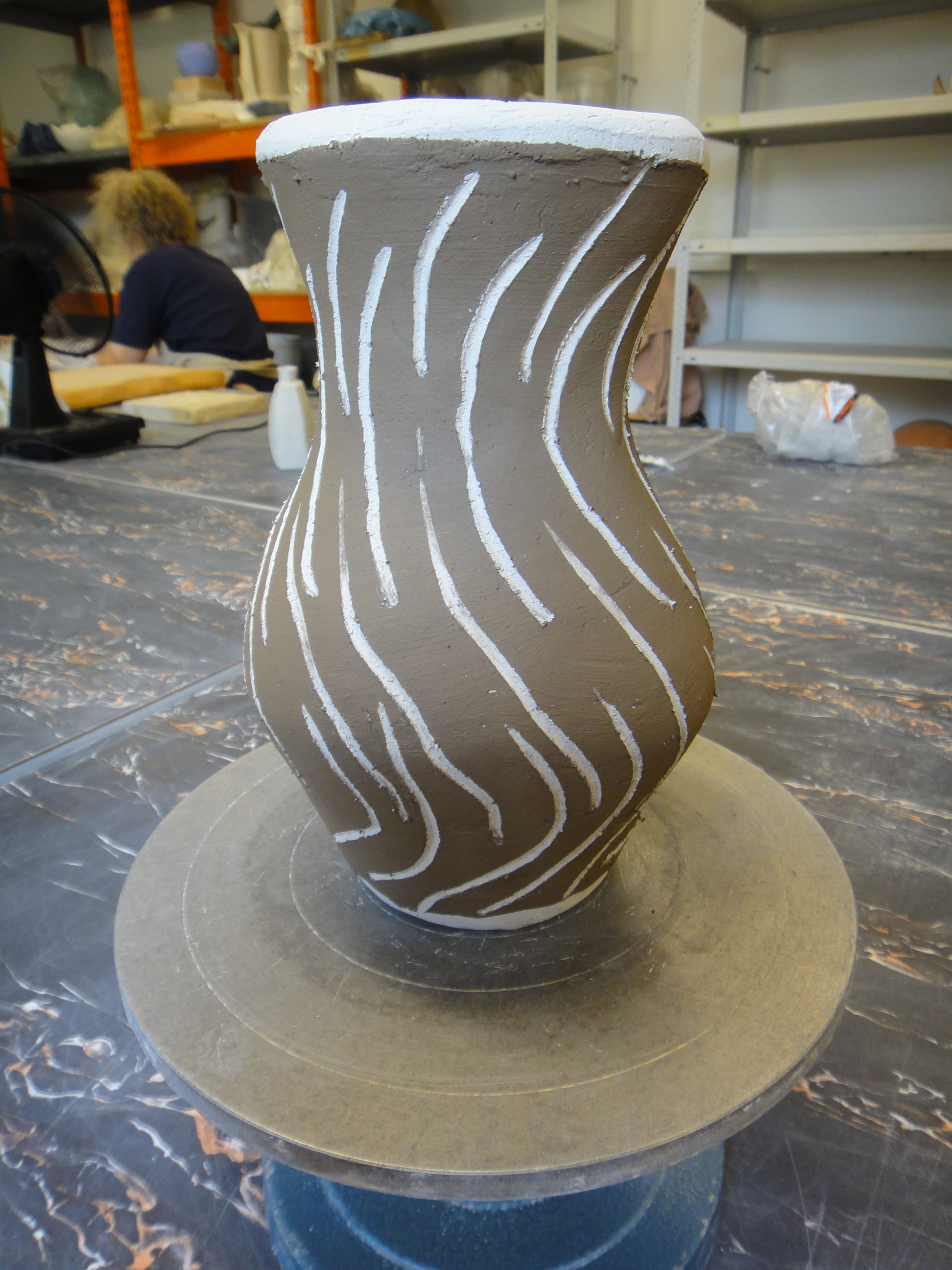
Grünling, hellgrau/hellcreme brennender Ton, vollflächig mit schwarzer Engobe überzogen, Ritzdekor, Zustand nach der Trocknung
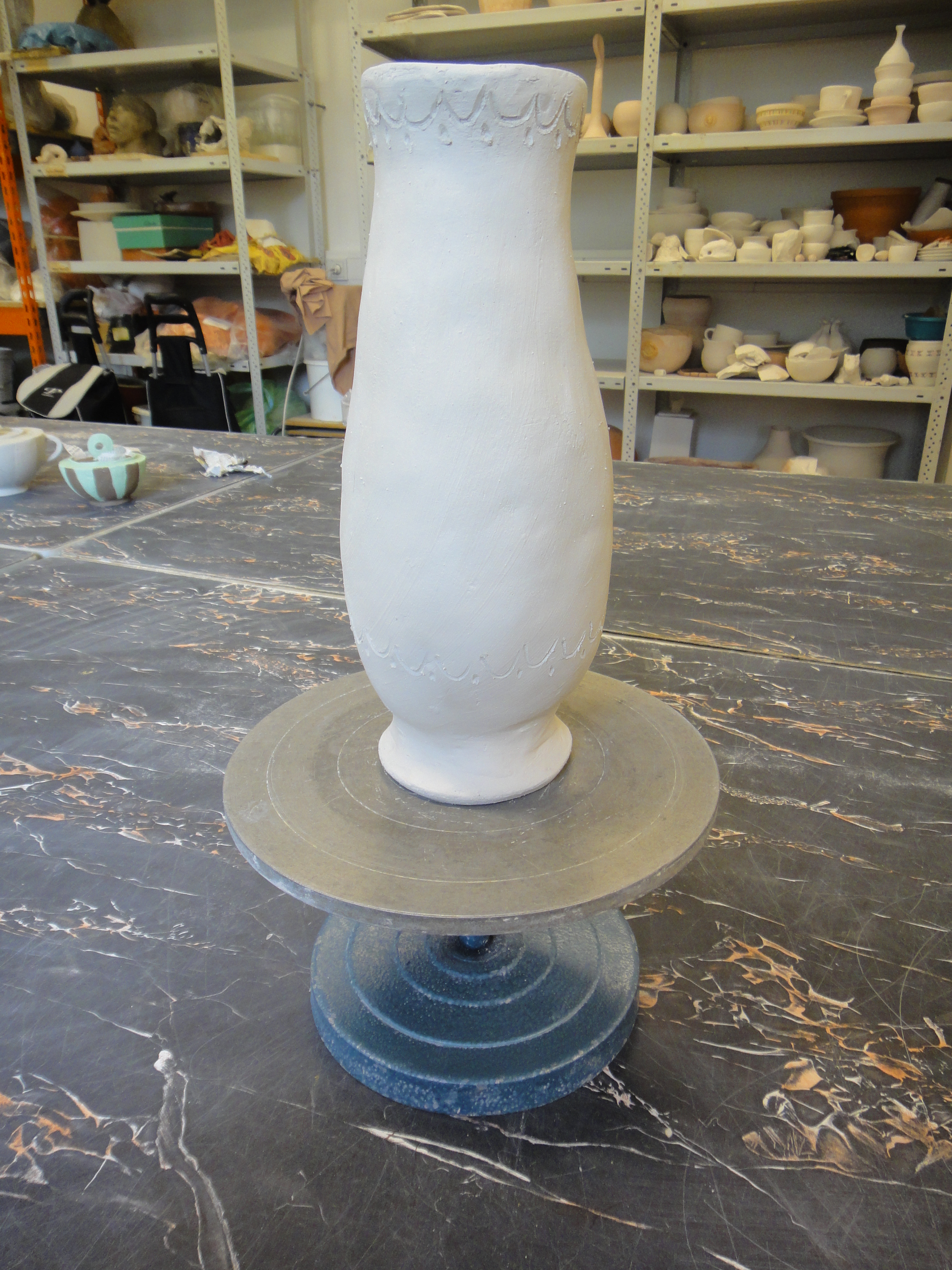
Grünling, hellgrau/hellcreme brennender Ton, vollflächig mit Engobe mit blauem Pigment überzogen, Ritzdekor, Zustand nach der Trocknung
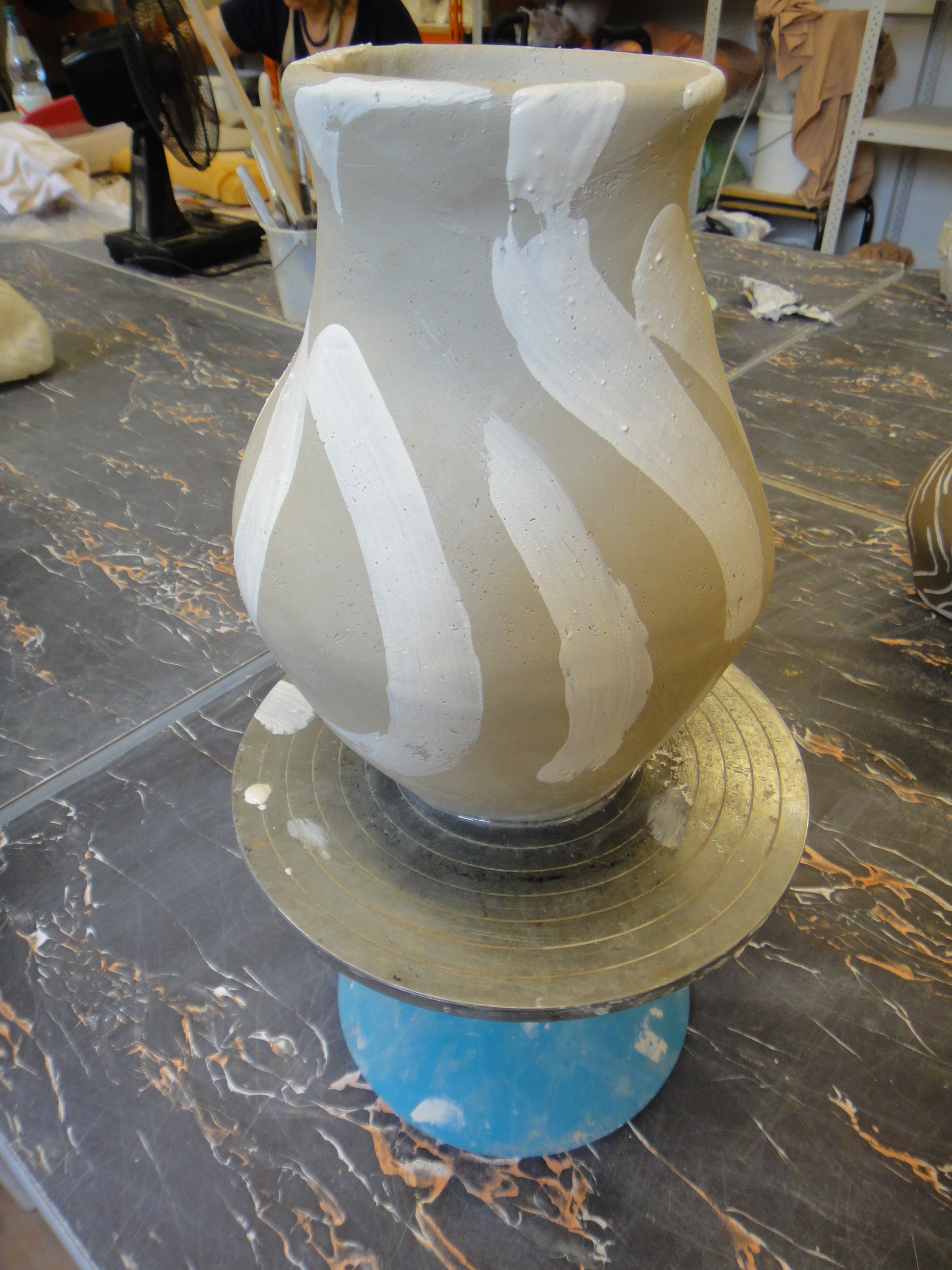
Bemalung mit grauer Engobe
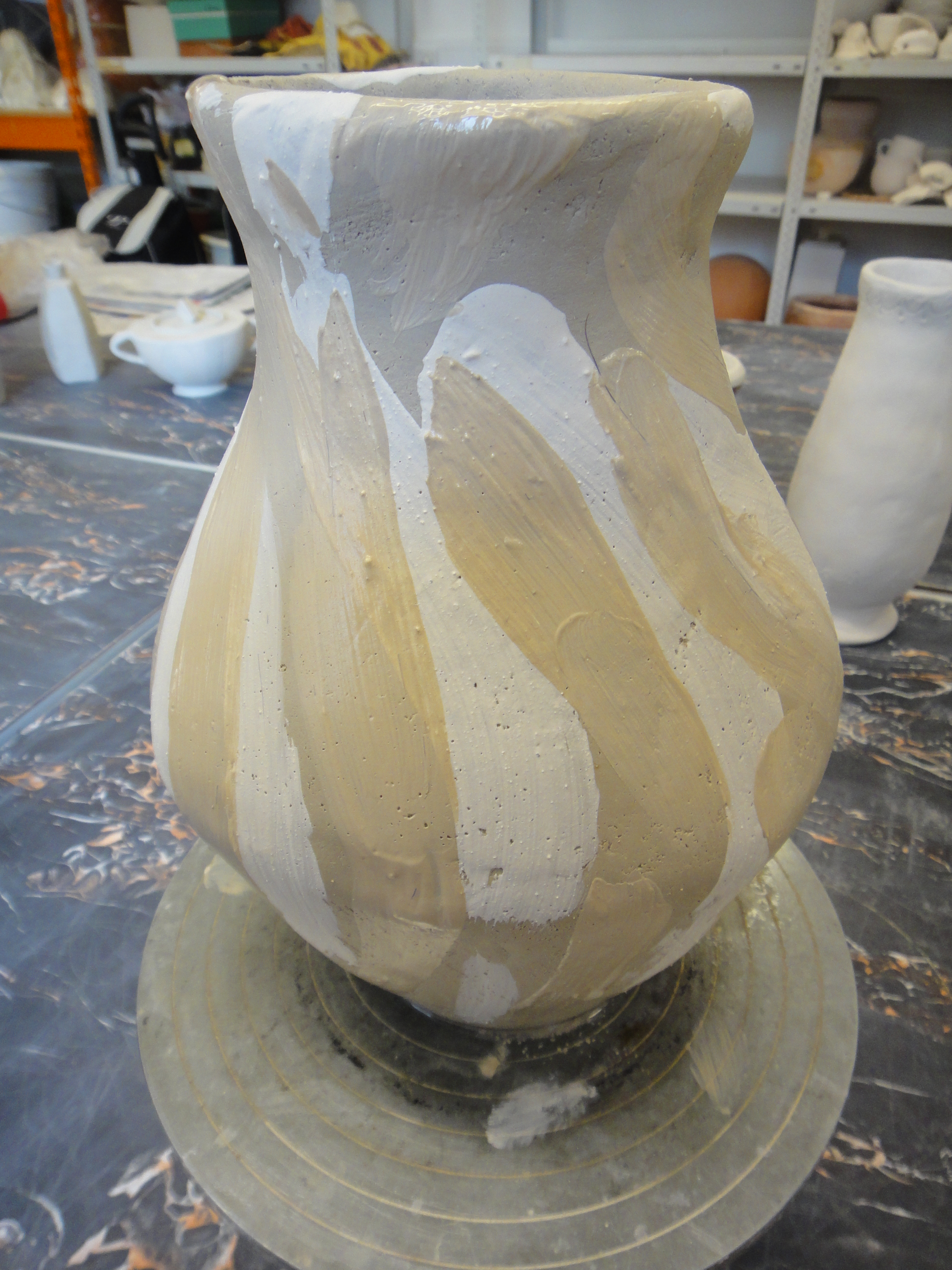
Bemalung mit grauer und blauer Engobe
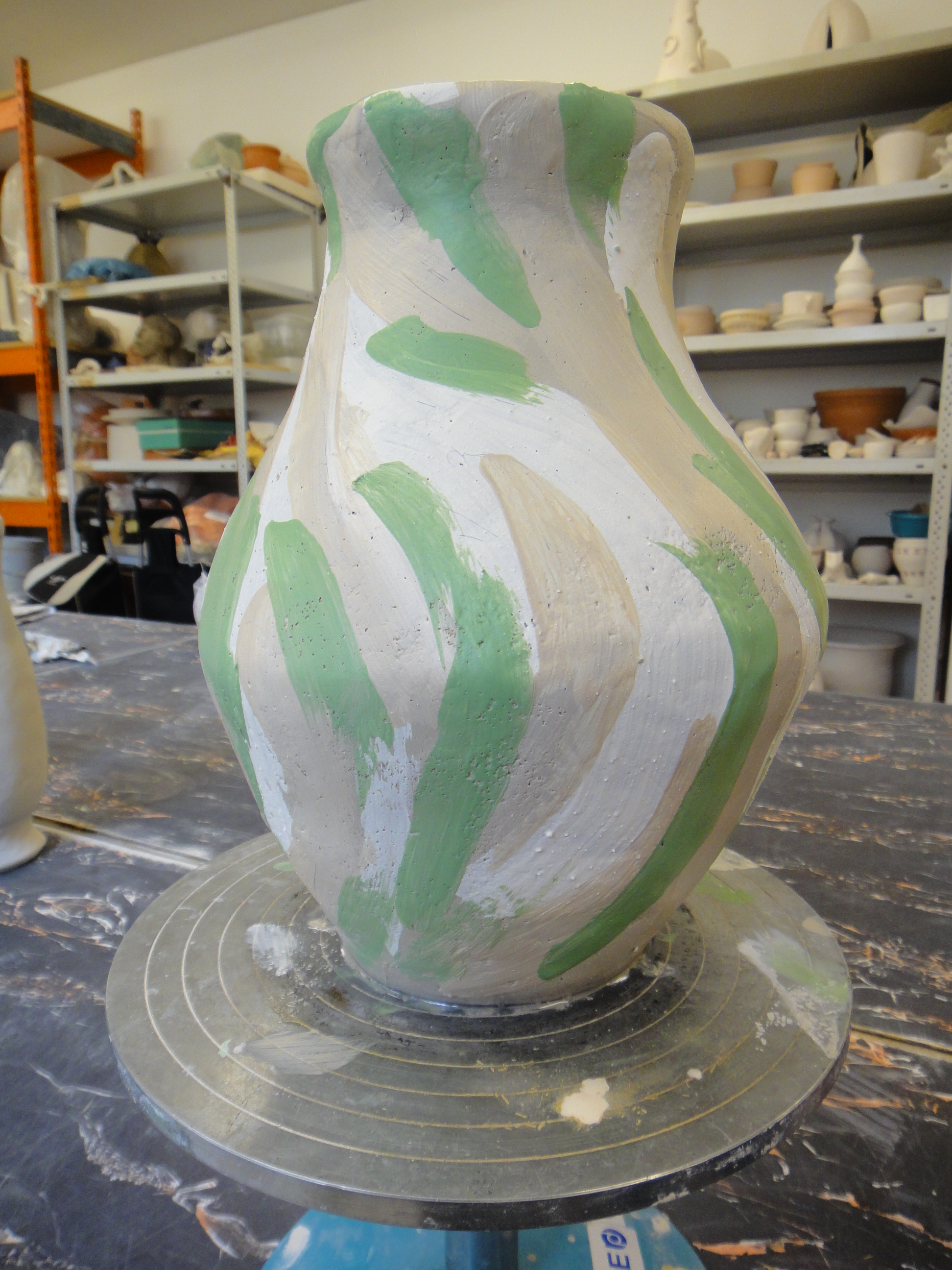
Bemalung mit grauer, blauer und grüner Engobe
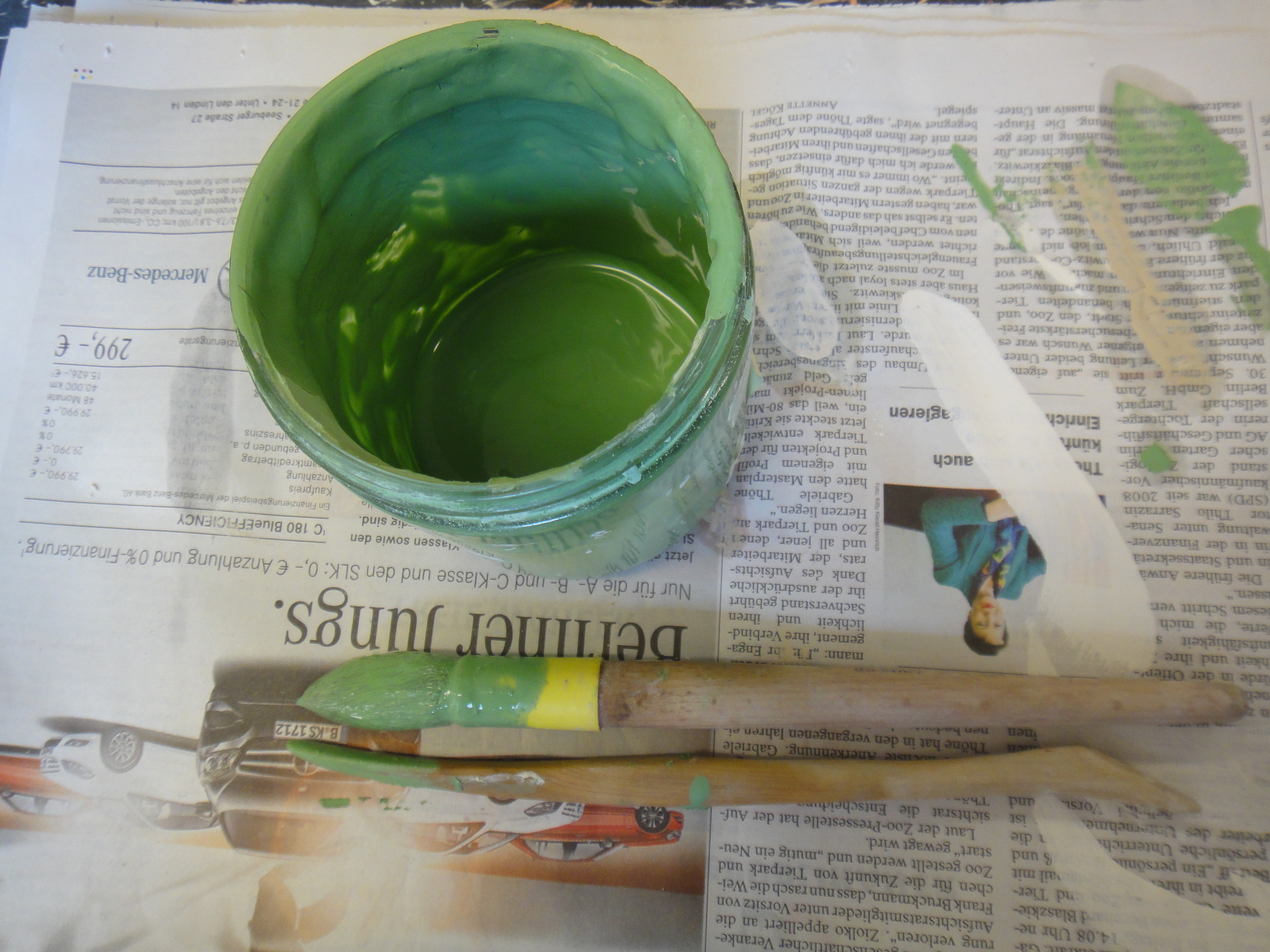
Grün pigmentierte Engobe, japanischer Pinsel zum Auftragen, Modellierholz

## Engobemalerei

Beispiel für eine Grundengobe auf rotem Scherben mit Malhorndekor

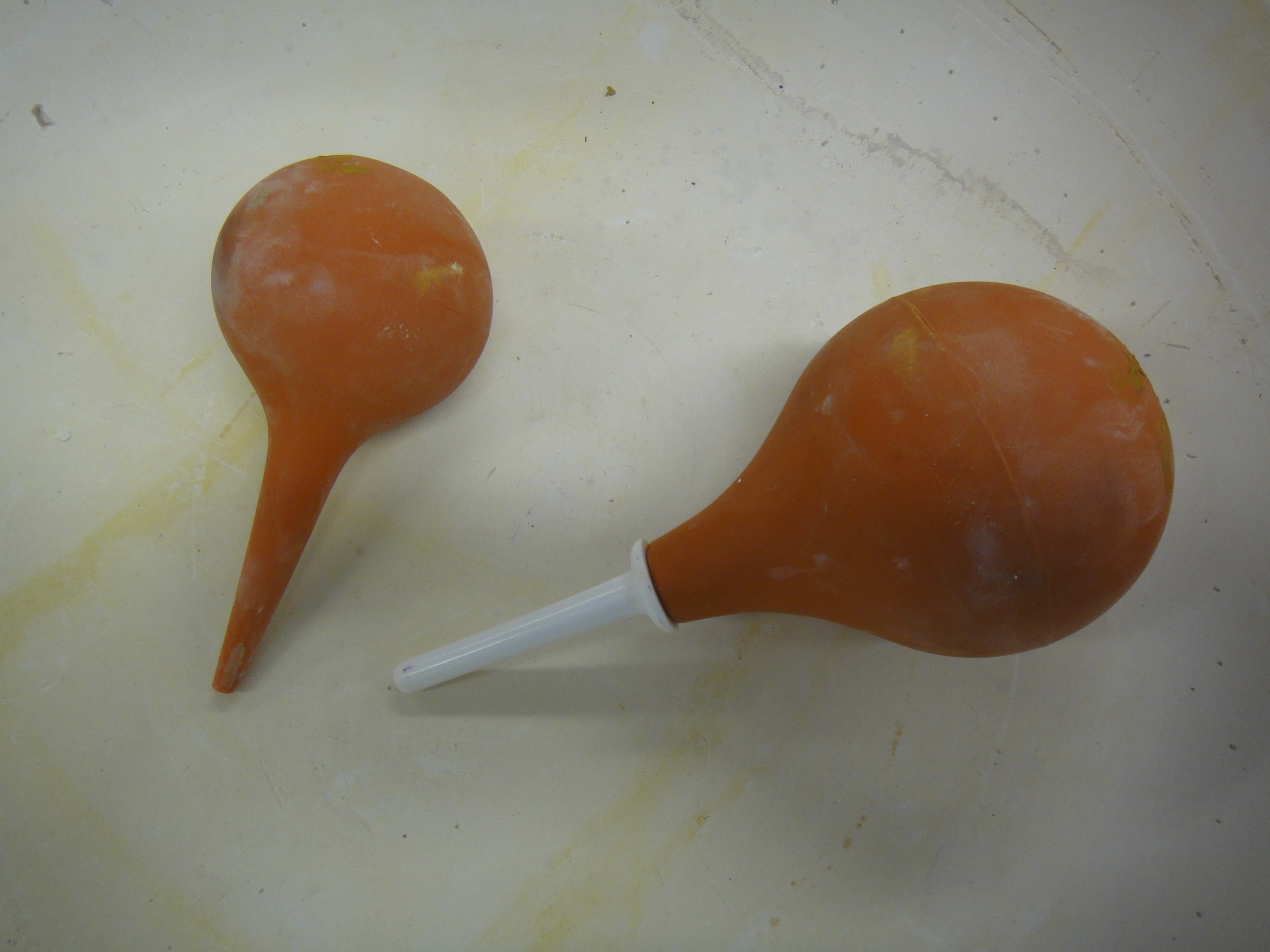
Malhörnchen aus Gummi zum Auftragen von Engoben für sogenanntes Malhorndekor

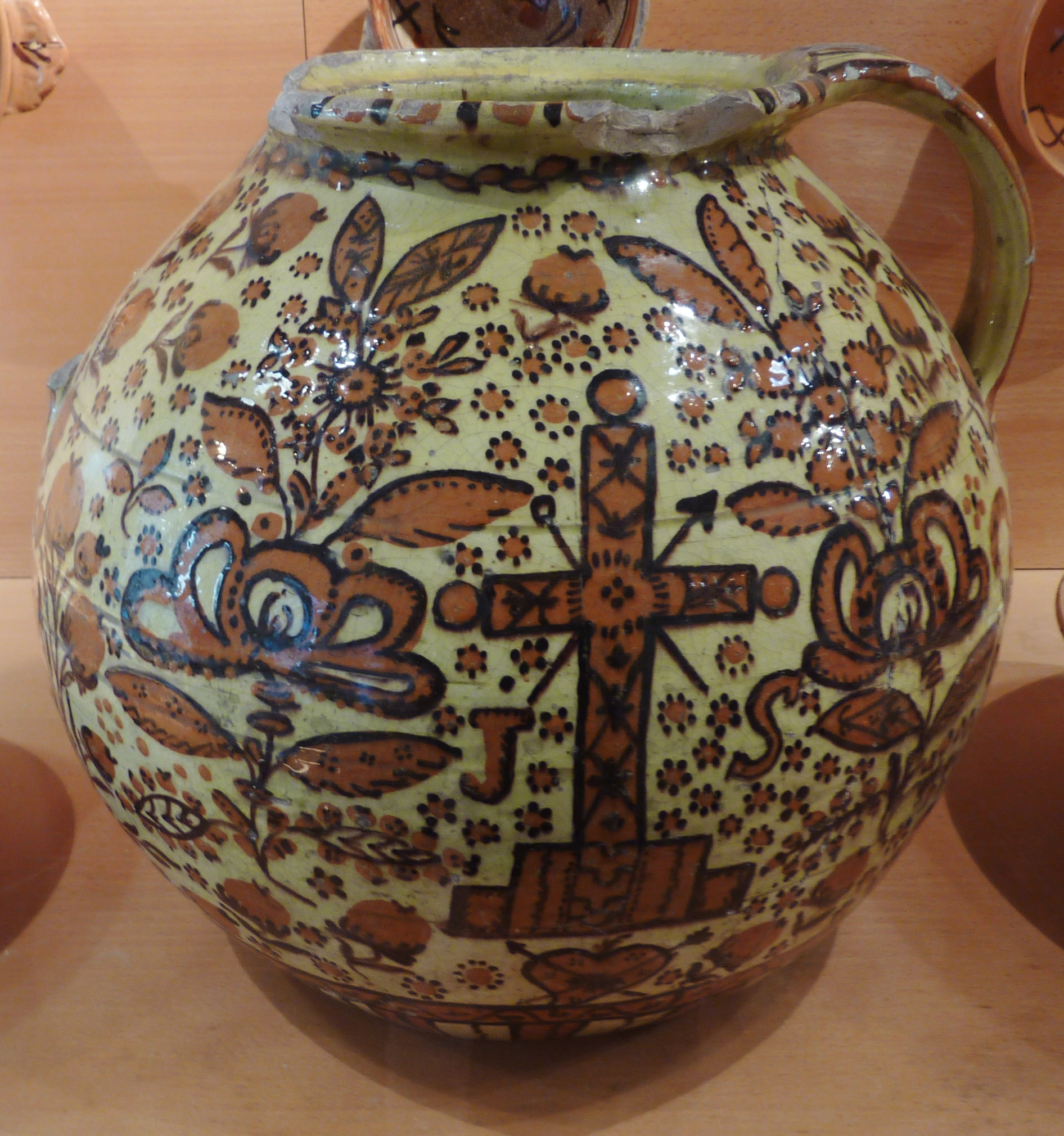
Engobemalerei, 17. Jh.

Als Engobenmalerei, Schlickermalerei oder Malhorndekor wird ein dekorativer Schlickerauftrag mit einem Pinsel oder einem Malhörnchen bezeichnet. Dieser kann, je nach Stärke der aufgetragenen Schicht, entweder auf den lederharten oder ungebrannten, trockenen Ton oder bei sehr dünnflüssigem Auftrag gegebenenfalls auch auf den geschrühten Scherben erfolgen. Zusätzlich kann der Scherben nach dem Schrühbrand mit einer transparenten Glasur überzogen werden, um eine glatte, glänzende und wasserdichte Oberfläche zu erzeugen.

## Industrielle Anwendung

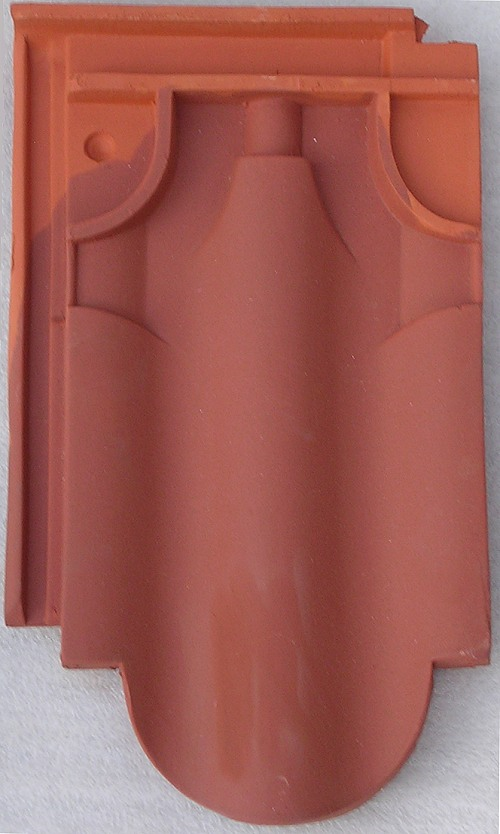
Dachziegel aus rot brennendem Scherben, dunkelrot engobiert

Engobieren ist auch ein industrielles Verfahren zur farblichen Gestaltung von keramischen Oberflächen. Dabei wird der Rohling (Fliese, Dachziegel) durch Tauchen, Begießen oder Sprühen mit mineralischen Tonschlämmen überzogen. Je nach Auftragstechnik können unterschiedliche Farbeffekte erzielt werden. Beim späteren Brennen des Rohlings versintern die Schlämme und ergeben eine matte bis mattglänzende Oberfläche.